# هاس بورغ
هاس بورغ (بالسويدية: Hasse Borg)‏ هو لاعب كرة قدم سويدي، ولد في 4 أغسطس 1953 في أوربرو في السويد. شارك مع منتخب السويد تحت 21 سنة لكرة القدم ومنتخب السويد لكرة القدم. أما مع النوادي، فقد لعب مع آينتراخت براونشفايغ ونادي أوربرو ونادي مالمو.

## مسيرته الكروية
لعب هاس بورغ خلال مسيرته الاحترافية مع 4 أندية في ستة عشر موسمًا وسجل خلالها 25 هدفًا ضمن 341 مباراة. حيث فاز في موسمين بالكأس وفي موسمين بالدوري.
خاض هاس بورغ مسيرته مع BK Forward ‏ ما بين عامي 1973 و1974 لمدة موسم واحد، لم يشارك في أي مباراة ولم يسجل أي هدف. ثم انتقل إلى نادي أوربرو في موسم 1974 واستمر معه طيلة ثلاثة مواسم، حيث شارك في 77 مباراة سجل خلالها 6 أهداف. لينتقل بعدها إلى نادي آينتراخت براونشفايغ في موسم 1977–78 ليلعب معه ستة مواسم، مشاركًا في 172 مباراة سجل خلالها 9 أهداف. ثم انتقل إلى نادي مالمو في موسم 1983 ليلعب معه ستة مواسم، مشاركًا في 92 مباراة سجل خلالها 10 أهداف.

## وصلات خارجية
- هاس بورغ على موقع الاتحاد الأوربي (الإنجليزية)
- هاس بورغ على موقع قاعدة بيانات كرة القدم.إي يو (الإنجليزية)
- هاس بورغ على موقع بيانات كرة القدم. دي إي (الألمانية)
- هاس بورغ على موقع ناشيونال فوتبول تيمز (الإنجليزية)
- هاس بورغ على موقع عالم كرة القدم.نت (الإنجليزية)